# Fortaleza de Kaysun
La fortaleza de Kaysun (en turco: Keysun Kalesi) está situada cerca del pueblo de Çakırhüyük, que se solía ser llamada Keysun, en la provincia de Adıyaman del sudeste rural de Turquía. La fortaleza era un baluarte cruzado del Condado de Edesa. En 1131, el danisméndida Amir Ghazi sitió el lugar. Joscelino I, conde de Edesa, fue en ayuda de los defensores y murió en algún lugar cercano.